# Делчо Пенев
Делчо Пенев Пенев е български строител и политик от БКП.

## Биография
Роден е на 30 септември 1948 г. в бургаското село Винарско. Завършва Техникума по механотехника „Георги Димитров“ в Бургас. През 1971 г. постъпва на работа в строителството. Ръководи бригада за инсталация на пакетоповдигащи плочи. От 1978 г. е член на Окръжния комитет на БКП в Бургас. Между 5 април 1986 и 1990 г. е кандидат-член на ЦК на БКП. С указ № 1275 от 25 май 1982 г. е обявен за Герой на социалистическия труд на България. Работи в предприятие „Жилищно строителство“ № 3 на СМК в Бургас. Отделно е член на Бюрото на ОК на БКП в Бургас. Носител е и на „Орден на труда“ – златен.